# Кли (Ендр)
Кли (фр. Cluis) је насељено место у Француској у региону Центар, у департману Ендр.
По подацима из 2011. године у општини је живело 1006 становника, а густина насељености је износила 28,48 становника/km².

## Демографија
| 1962. | 1968. | 1975. | 1982. | 1990. | 2011. |
| ----- | ----- | ----- | ----- | ----- | ----- |
| 1.594 | 1.516 | 1.448 | 1.311 | 1.196 | 1.006 |